# Калінінське (Байтерецький район)
Калі́нінське (каз. Калининское) — село у складі Байтерецького району Західноказахстанської області Казахстану. Входить до складу Перемітнинського сільського округу.
Населення — 1913 осіб (2021; 1305 у 2009, 1330 у 1999, 1335 у 1989).